# Tobe Hooper
William Tobe Hooper (Austin, Texas, 25 de enero de 1943-Sherman Oaks, California, 26 de agosto de 2017) fue un director, guionista y productor de cine y televisión estadounidense. Su filmografía se enfocó fundamentalmente en los géneros de terror y ciencia ficción. Entre sus producciones más populares figuran The Texas Chain Saw Massacre (1974), Salem's Lot (1979), Poltergeist (1982) y Lifeforce (1985). A lo largo de su trayectoria obtuvo 6 nominaciones, que incluyen un Premio Saturn y una nominación en los premios MTV a mejor director, y 9 galardones como el premio honorífico del Festival de Sitges.

## Biografía

### Primeros años
Nació en Austin (Texas), hijo de Lois Crosby y Norman Hooper. Comenzó a hacer películas a una temprana edad cuando encontró una cámara de 8 mm que pertenecía a su padre. Sus primeros trabajos fueron cortometrajes.

### Carrera
Su debut cinematográfico tuvo lugar con la película Eggshells (1969), una cinta de drama y fantasía de corte experimental coescrita con Kim Henkel. La trama se centra en un grupo de jóvenes hippies que se congregan en una vieja casa en el bosque en la que, poco a poco, se van congregando una serie de presencias en los aledaños.

"Me gusta mucho. Hay cosas muy interesantes en ella, aunque las secuencias de alucinaciones sean por momentos un poco largas. Estuve tentado de cortar algunas partes, pero al final me contuve. La película tiene a día de hoy 40 años, y sigo contento con ella. Creo que aún conserva algunas cualidades".
Tobe Hooper (Revista Vice) 

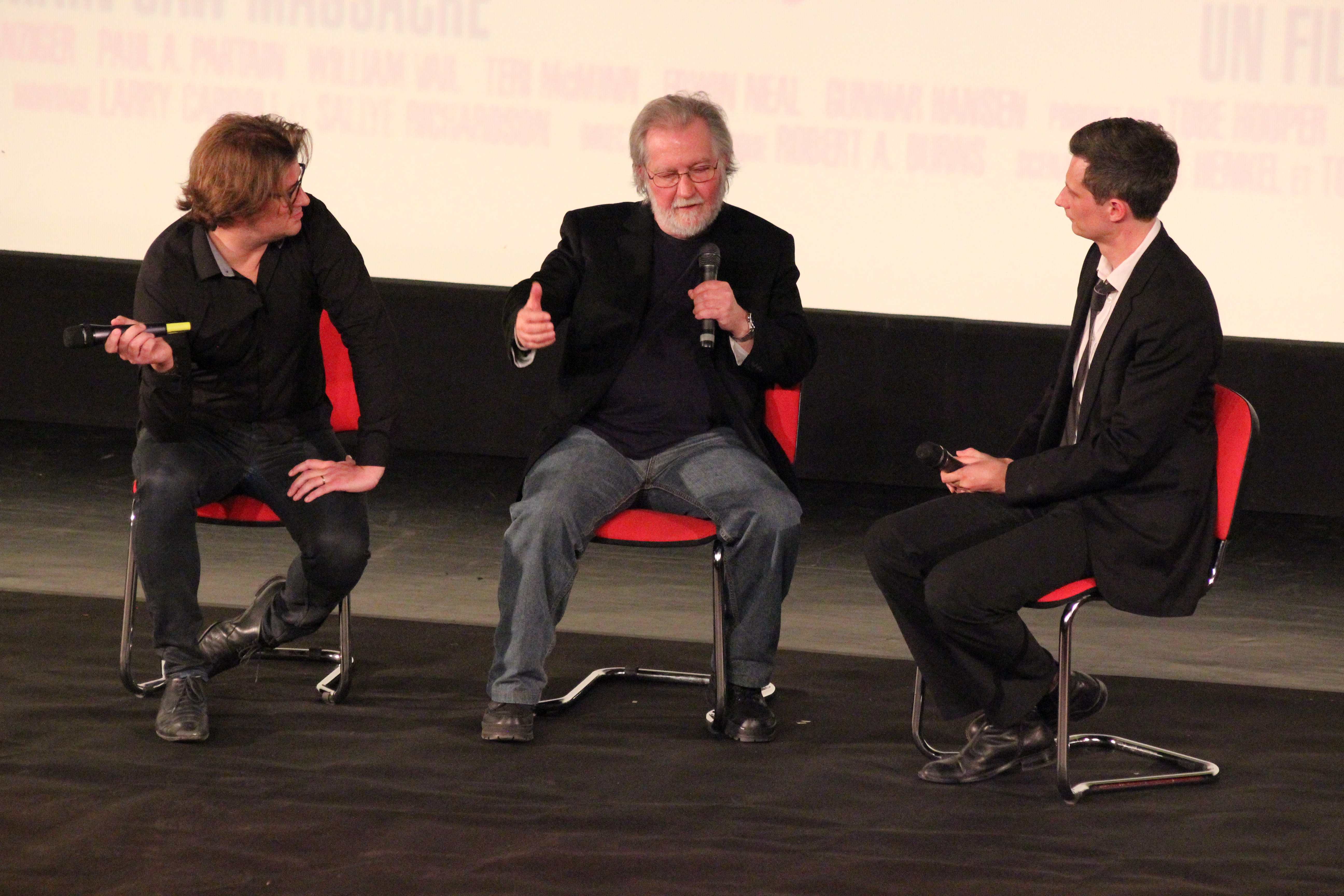
Tobe Hoper en 2014, durante el 40 aniversario de The Texas Chain Saw Massacre (1974).

Su segundo largometraje fue The Texas Chain Saw Massacre (1974), que se convirtió en una influyente película en el género de terror e hizo de Hooper una persona muy conocida. La historia se basó en algunos hechos reales como los crímenes cometidos por Ed Gein en los años 50. En el rodaje participaron un equipo y un elenco conformado por su grupo de amigos, que tenían poca experiencia profesional. Con un presupuesto de apenas 300.000 dólares y un rodaje en condiciones extremas, con temperaturas de más de cuarenta grados en plena canícula texana, la trama narra cómo un grupo de jóvenes en furgoneta van a dar en mitad de la nada con una familia algo más que disfuncional. Originó, además de icónicos personajes del género como Leatherface, una franquicia que, hasta 2022, ha referenciado 9 largometrajes, varios cómics e incluso un videojuego. Y pese a su prohibición y censura en varios países, debido a la crudeza de las imágenes y la violencia mostrada en pantalla, fue un enorme éxito comercial.

"Intentaba hacer una película de terror, porque Eggshells no había encontrado muchos distribuidores. La pasaron en menos de cincuenta salas, en su mayoría salas de campus universitarios, y después cayó en el olvido. No había servido para lanzar mi carrera. Entonces se me ocurrió que una película de terror podría ser un buen trampolín; al menos podía distribuirla en el circuito de autocines. Pero yo sabía lo que hacía. Sabía que lo que estaba haciendo no se había hecho nunca. Y tenía los medios para hacerlo. Ya había hecho antes unos sesenta documentales, sabía rodar, era mi propio jefe de operaciones, el montador, el gaffer, el maquillador. Sabía hacer todo eso. Y era fan del cine de terror. Por tanto, sabía lo que tenía de innovadora mi película".
Tobe Hooper (Revista Vice) 

Luego hizo Eaten Alive (1976) película que fue nominada en varios festivales de cine de terror. Contaba la historia de un campesino, encargado de un hotel rural, que vivía en los pantanos de Luisiana y mataba a personas para alimentar a un gran cocodrilo que tenía como mascota.

"Poco tiempo después (de dirigir The Texas Chain Saw Massacre) me mudé a Los Ángeles. William Friedkin fue mi mentor. Me protegió y me consiguió un contrato. Eran otros tiempos. De haberme quedado en Austin mis películas habrían sido distintas, pero cada vez que me ponía a rodar había algo intangible en el equipo, en el suelo, como en una danza de guerra india. Empezábamos a darle vueltas con los miembros del equipo y el reparto y la película prácticamente se hacía sola. Existe una especie de espíritu, una fuerza que hace que las cosas estén siempre en su sitio".
Tobe Hooper (Revista Vice) 

Hooper siguió con El misterio de Salem's Lot (1979), una miniserie televisiva basada en una de las novelas mejor valoradas de Stephen King.   

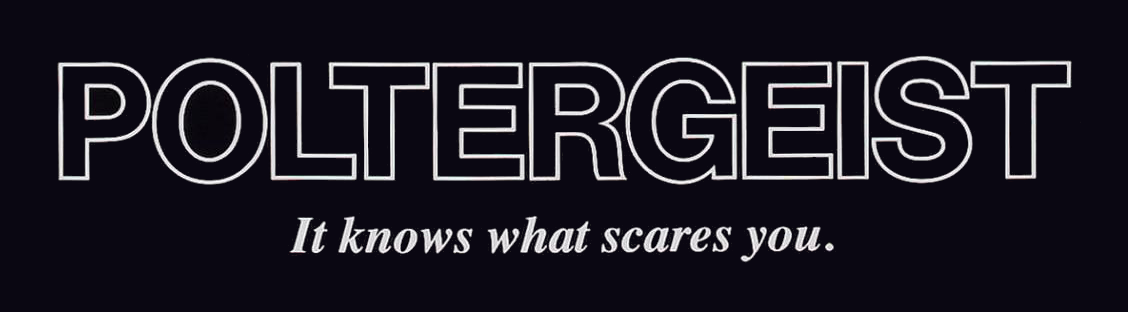
Logotipo de la película Poltergeist (1982)

Uno de sus más grandes éxitos vendría en 1982 con Poltergeist, película coescrita y producida por Steven Spielberg. Mezcla de cine familiar, con tintes fantásticos y algún elemento terrorífico, relata los fenómenos paranormales que empiezan a producirse en una casa situada en un barrio residencial en expansión. El matrimonio Freeling y sus tres hijos empiezan a ser testigos de sucesos que no pueden entender, como temblores, sillas que se mueven o el surgimiento de manchas en las habitaciones. Carol Anne, la pequeña de la familia, es el foco directo hacia donde se dirigen los extraños sucesos que asolan a la familia hasta que un día la niña desaparece. Su repercusión comercial, dado que se convirtió en un gran éxito en taquilla para su productora Metro-Goldwyn-Mayer, propició la ampliación de la historia a una trilogía de películas. La sucesión de eventos trágicos como el fallecimiento de cuatro de sus actores protagonistas, una de ellas asesinada por su pareja, dio origen a una leyenda sobre el "malditismo" de la película.

"Estábamos rodando la secuencia del entierro del pajarillo detrás de la casa. Sólo teníamos 10 días para rodar exteriores e íbamos con retraso respecto al plan de trabajo, de modo que le pedí a Steven que se ocupara de la segunda unidad, encargada de rodar el plano del coche teledirigido; concretamente, el plano de Dirk Blocker en la bici, cuando los coches se entrecruzan en su camino. En cuanto terminé con lo mío fui a rodar la caída. El problema fue que alguien del periódico Los Angeles Times había venido al rodaje ese día y me había visto a mí detrás de la casa y a Steven rodando los coches en la calle. El tío acabó escribiendo algo como “Ya vemos quién está rodando la película”. Es algo que me ha perseguido toda la vida. Es una lástima. Gracias a esa película hice buena amistad con Steven, con quien he seguido trabajando. También aprendí mucho sobre efectos especiales gracias a Industrial Light & Magic. Fue una experiencia única. Sin embargo, tuvo un impacto muy negativo en mi carrera, y eso a pesar de que Steven publicó una página entera en Variety diciendo que nada de lo que se había dicho era cierto".
Tobe Hooper (Revista Vice) 

Posteriormente Hooper firmó con Cannon Films un contrato para la realización de tres películas. En 1985 estrenó Lifeforce que, aunque fue un fracaso de crítica y público, con el tiempo se revalorizó hasta convertirse en un film de culto. Basada en la novela de Colin Wilson Los vampiros del espacio, el guion fue escrito por Dan O'Bannon y Don Jakoby. La cinta obtuvo no obstante cierta notoriedad por la inclusión de desnudos integrales de su actriz principal, Mathilda May, que le llevaron a tener notables choques en diferentes países con la censura cinematográfica.

"Me encantaba Mathilda. Estuvo genial en la película. El rodaje se hizo en Londres, y me estaba costando mucho encontrar una actriz inglesa adecuada. Hice pruebas de cámara con las actrices que se atrevían a desnudarse ante de la cámara, pero no funcionaba. Yo quería que aquella vampira espacial fuese perfecta. Hice venir a chicas de Italia y de Alemania. Y entonces oí hablar de una bailarina de París. Exigí que la hiciesen venir a Londres. Llegó, le hice las pruebas, hablé dos minutos con ella y se quedó. Estuvo los 117 días del rodaje y marcó la película. No sería lo mismo sin ella. Fue el hallazgo perfecto. Cuando vuelvo a ver la película hoy en día, ella sigue estando increíble".
Tobe Hooper (Revista Vice) 

En 1986 dirigió una nueva versión de Invaders from Mars. Nueva versión del clásico de ciencia ficción dirigida en 1953 por William Cameron Menzies que no obtuvo tampoco la repercusión comercial y crítica deseada. 

"Es mi única película que no ha tenido problemas con la censura, que yo sepa. La hice pensando en los niños, pero salió en un mal momento".
Tobe Hooper (Revista Vice) 

Para finalizar su contrato con Cannon dirigió The Texas Chainsaw Massacre 2, secuela de la película que lo hizo famoso, en esta ocasión con un tono más orientado a la comedia negra y menos al terror. Protagonizada por Dennis Hopper, Caroline Williams, Jim Siedow, Bill Moseley y Bill Johnson, los efectos especiales estuvieron a cargo de Tom Savini. Durante su estreno recaudó 8 millones de dólares en Estados Unidos y, a pesar de que obtuvo críticas negativas, se convirtió en una película de culto.  

"Hice tres películas seguidas con Golan y Globus. Después de la tercera, La matanza de Texas 2, en la que había mucho sentido del humor, me pareció que era hora de parar, fumar un cigarro y reflexionar sobre todo. Deseaba reencontrarme con cierta inocencia. Quería volver a ver el cine con la mirada de antes, apreciarlo de nuevo, reaprender, centrarme, porque aquella experiencia me había hecho perder mi lugar entre el público. Tenía que volver a encontrarme. (... Golam y Globus) al menos hacían películas. Si no ganaban dinero, les daba igual. Devolvían los talones. Me apreciaban, y yo les apreciaba a ellos".
Tobe Hooper (Revista Vice) 

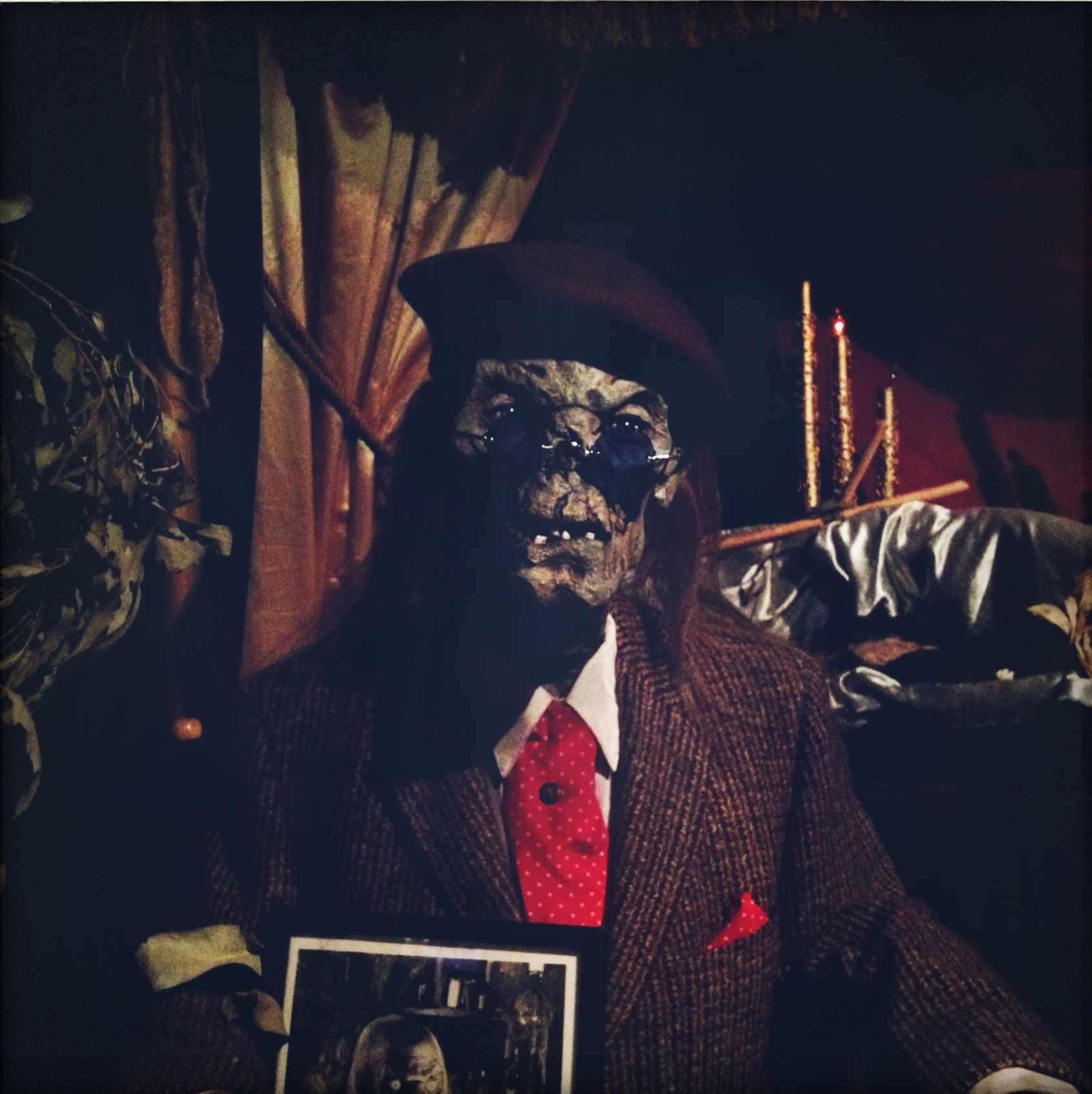
El presentador de la serie de televisión Tales from the Crypt

Ya a finales de la década de los años 1980 y las décadas de 1990 y 2000, Hooper prácticamente abandonó la realización de películas para volcarse en diferentes proyectos para televisión. Entre ellos figuran su participación como director de episodios en algunas influyentes series como Amazing Stories (1987), The Equalizer (1988), Freddy's Nightmares (1988), Tales from the Crypt (1991), Nowhere Man (1995), Dark Skies (1996), Night Visions (2002), Taken (2002) o Masters of Horror (2005), para la que dirigió dos episodios.

"Hice mucha televisión. Cosas que tuvieron bastante éxito. Escribí tres episodios piloto seguidos y me aceptaron los tres. Después firmé con Disney. Me pasaba el día en el despacho, intentaba proponerles cosas originales, pero nunca les interesaban. Después me compré una casa en Austin. Aquello era la buena vida, pero cuando pasaban dos o tres semanas volvía sistemáticamente a Los Ángeles. Así que, bueno, vendí mi casa y me quedé en Los Angeles".
Tobe Hooper (Revista Vice) 

También dirigió algunos telefilmes, como I'm Dangerous Tonight (1990), interpretada por Mädchen Amick; The Nightmare Begins Again (1993), una nueva historia basada en el personaje Freddy Krueger de A Nightmare on Elm Street; Body Bags (1993), una valorada película de antología codirigida con John Carpenter y Larry Sulkis o The Apartment Complex (1999), interpretada por Chad Lowe. Sin embargo no obtuvieron, en líneas generales, la relevancia de sus anteriores proyectos. En contadas ocasiones también logró realizar películas para su estreno en cines, como Spontaneous Combustion (1990), Night Terrors (1993), The Mangler (1995), Toolbox Murders (2005) o Mortuary (2005), que no alcanzaron demasiada repercusión y cuya recepción crítica tampoco fue positiva. Su última película, Djinn (2013), interpretada por Razane Jammal, Khalid Laith y Aiysha Hart, se rodó en los Emiratos Árabes Unidos, pero no obtuvo la menor repercusión.
En 2011 coescribió con Alan Goldsher una novela de terror, titulada "Midnight Movie", en la que Hooper aparece como personaje principal de la trama. En ella el director es invitado a hablar en una proyección de Destiny Express, una película que escribió y dirigió cuando era adolescente, pero que no ha visto la luz en décadas. Pese al entusiasmo de sus seguidores a medida que la película es divulgada, van apareciendo muertos entre sus espectadores. Al percatarse de los efectos producidos, el director se embarca en un viaje desesperado para comprender los orígenes de la película y poner fin a la extraña epidemia que su creación ha puesto en marcha.
En 2014 fue galardonado con el Premio Maestro del Festival de Cine Fantástico 'Nocturna 2014'.

### Fallecimiento
Falleció por causas naturales a los 74 años en Sherman Oaks, Los Ángeles (California), el 27 de agosto de 2017.

## Filmografía

### Cortometrajes
- The Abyss (1959)
- The Heisters (1964)
- Down Friday Street (1966)
- A Way of Learning (1967)

### Largometrajes
- Eggshells (1969)
- The Texas Chain Saw Massacre (1974)
- Eaten Alive (1977)
- The Funhouse (1981)
- Poltergeist (1982)
- Lifeforce (1985)
- Invaders from Mars (1986)
- The Texas Chainsaw Massacre 2 (1986)
- Spontaneous Combustion (1990)
- Night Terrors (1993)
- The Mangler (1995)
- Toolbox Murders (2005)
- Mortuary (2005)
- Djinn (2013)

### Televisión
- Peter, Paul and Mary: The Song Is Love (documental, 1971)
- Salem's Lot (serie de televisión, 1979)
- Billy Idol: Dancing With Myself (videoclip, 1983)
- Amazing Stories: Miss Stardust (episodio, 1987)
- The Equalizer: No Place Like Home (episodio, 1988)
- Freddy's Nightmare: No More Mr. Nice Guy (episodio, 1988)
- I'm Dangerous Tonight (telefilme, 1990)
- Haunted Lives: True Ghost Stories: Ghosts R Us / Legend of Kate Morgan / School Spirit (documental, 1991)
- Tales from the Crypt: Dead Wait (episodio, 1991)
- The Nightmare Begins Again (telefilme, 1993)
- Body Bags (telefilme, 1993)
- Nowhere Man: Absolute Zero (episodio, 1995)
- Nowhere Man: Turnabout (episodio, 1995)
- Dark Skies: The Awakening (episodio, 1996)
- Perversions of Science: Panic (episodio, 1997)
- Prey: Hungry for Survival (episodio, 1998)
- The Apartment Complex (telefilme, 1999)
- The Others: Souls on Board (episodio, 2000)
- Crocodile (telefilme, 2000)
- Shadow Realm (telefilme, 2002)
- Night Visions: Cargo / Switch (episodio, 2002)
- Night Visions: The Maze / Harmony (episodio, 2002)
- Taken: Beyond the Sky (episodio, 2002)
- Masters of Horror: Dance of the Dead (episodio, 2005)
- Masters of Horror: The Damned Thing (episodio, 2006)